# Walid Azaiez
Walid Azaiez (ciudad de Túnez, Túnez, 25 de abril de 1976) es un exfutbolista de Túnez que jugaba en la posición de defensa.

## Carrera

### Club
| Periodo   | Club           |
| --------- | -------------- |
| 1996-1998 | CS Hammam-Lif  |
| 1998-2003 | Espérance ST   |
| 2003-2004 | Al-Khaleej FC  |
| 2004-2006 | Espérance ST   |
| 2006-2007 | Al-Salmiya SC  |
| 2007-2008 | Stade Gabèsien |

### Selección nacional
Jugó para Túnez en 17 ocasiones de 1999 a 2002 y anotó tres goles; participó en dos ediciones de la Copa Africana de Naciones.

## Logros
- CLP-1 (5): 1999, 2000, 2001, 2002, 2003
- Copa de Túnez (1): 1999
- Recopa Africana (1): 1998